# Anthoxanthum amarum
Anthoxanthum amarum é uma espécie de planta com flor pertencente à família Poaceae. A autoridade científica da espécie é Brot., tendo sido publicada em Flora Lusitanica 1: 32. 1804.
Os seus nomes comuns são feno-de-cheiro-amargoso, lestas ou lestras.

## Distribuição
Trata-se de uma espécie presente no território português, nomeadamente em Portugal Continental. Em termos de naturalidade é endémica da Península Ibérica.

## Protecção
Não se encontra protegida por legislação portuguesa ou da Comunidade Europeia.[carece de fontes?]